# Emirhan Aydoğan
Emirhan Aydoğan (* 26. Juni 1997 in Osmangazi) ist ein türkischer Fußballspieler.

## Karriere

### Verein
Aydoğan begann mit dem Vereinsfußball 2009 in der Jugendabteilung von Bursaspor. 2015 erhielt er bei diesem Klub einen Profivertrag. 
Für die Saison 2016/17 wurde Aydoğan an den Zweitligisten Bandırmaspor, ausgeliehen. Im Januar 2017 kehrte er vorzeitig zu Bursaspor zurück und wurde von diesem für den Rest der Spielzeit an den Zweitverein und Viertligisten Yeşil Bursa SK ausgeliehen.

### Nationalmannschaft
Aydoğan begann seine Nationalmannschaftskarriere 2013 mit einem Einsatz für die türkische U-16-Nationalmannschaft. Mit dieser Auswahl nahm er 2013 an dem Turnier von Montaigu teil und wurde Turniersieger. Im gleichen Jahr beendete er mit der türkischen U-16 auch das  Wiktor-Bannikow-Gedächtnisturnier als Sieger. Zuvor nahm er im Frühjahr 2013 als Gastgeber am Ägäis-Pokal teil und wurde hinter der französischen U-16-Nationalmannschaft Turnierzweiter. Im Juni 2013 wurde Aydoğan mit der türkischen U-16 Kaspischer Pokalsieger.
Im Frühjahr 2014 nahm er mit der türkischen U-18-Nationalmannschaft am Valentin-Granatkin-Memorial-Turnier teil und wurde mit ihr Turnierzweiter.

## Erfolge
Mit der türkischen U-16-Nationalmannschaft
- Zweiter im Ägäis-Pokal: 2013
- Sieger im Turnier von Montaigu: 2013
- Sieger im Wiktor-Bannikow-Gedächtnisturnier: 2013
- Kaspischer Pokalsieger: 2013

Mit der türkischen U-17-Nationalmannschaft
- Teilnehmer der U-17-Europameisterschaft: 2014